# Palacio Radial
El Palacio Radial fue una estructura ubicada en Barquisimeto, Estado Lara, en donde funcionaban cinco emisoras radiales: Radio Juventud, Radio Universo, Radio Lara, Radio Barquisimeto y Radio Cristal. Además, fue una de las estructuras más modernas e importantes de la época en toda Latinoamérica. 

## Historia
Unos hermanos decidieron crear El Palacio Radial en la década de los 60'. Los hermanos Amilcar Segura y Rafael Ángel Segura organizaron varias emisoras de radio en el 'estudio gigante'.
No existía en Latinoamérica ninguna estructura de similares características, es por esto que los hermanos Segura, deciden agrupar a todas las emisoras con ayuda de los técnicos italianos Leonelo Farci y Luigi Pick, empezando en 1964 con Radio Barquisimeto, luego Radio Lara, más adelante Radio Universo, Radio Juventud y por último Radio Cristal en julio de 1967.
Ya para la época, los hermanos Segura eran propietarios de diferentes emisoras en la región. Para Roger Soto, locutor de Radio Tricolor 990 AM y trabajador en el Palacio Radial, en éste “existían 5 emisoras con frecuencia completa, es decir, tenían frecuencia de onda corta y onda larga, además de oficinas confortables, bien ubicado y hecho a la medida de esta época“.

## Invitados especiales
El Palacio Radial contó con grandes figuras de la época como invitados. La manera en que estaban construidas las cabinas favorecía a la interacción de la audiencia con los locutores y los invitados. Cuenta Roger Soto que “Radio Barquisimeto y Radio Lara contaba con unas sillas para que la gente se sentara y viera los artistas. Por ejemplo en Radio Barquisimeto estuvo Pedro Infante, Jorge Negrete, Libertad Lamarque. Las personas veían a los artistas a través de un vidrio que separaba la cabina de transmisión con las sillas del público“.

## La toma del Palacio Radial por sus trabajadores
Una madrugado de febrero de 1977 hubo un hecho noticioso no visto todo los días, se trató de la toma pacifica de los locutores y operadores en defensa de sus derechos socioeconómicas y la organización sindical. Estos exigian un aumento salarial por concepto laboral prestada a la empresa y los productores independientes.
Locutores y operadores luchaban por un incremento salarial de 1 Bs. por hora de acuerdo con la jornada cumplida. Este acrecentamiento era sobre la base del sueldo establecido en el país. Entonces en la radio local una jornada de una hora la pagaban a: 4,42 Bs. lo cual diariamente sumaba 26,52 Bs.  para un total semanal de 132,6 Bs. y 530,4 Bs. mensual.
Para ese momento las cinco emisoras propiedad de los hermanos Segura estaban concentradas en el Palacio Radial, un edificio activado en 1971 que originalmente había sido concebido para una televisora regional. Estas radiodifusoras por la banda AM son:
| Radio                                            | Dial    | Fundación           |
| ------------------------------------------------ | ------- | ------------------- |
| Radio Barquisimeto                               | 690 khz | 18 de enero de 1938 |
| Radio Cristal                                    | 610 khz | 20 de marzo de 1965 |
| Radio Universo                                   | 730 khz | 1947                |
| Radio Lara (antes Radio Radiodifusora Occidente) | 870 khz | Noviembre de 1942   |
| Radio Juventud (antes radio Cronos)              | 840 khz | 1950                |

A las doce de la medianoche era la cita para la concentración para la toma del Palacio Radial cuando cerraban transmisiones. El sitio de reunión del núcleo organizador de la acción es la fuente de soda y bar Danubio Azul, donde disimulan que ingieren unas cervezas a la espera del momento acordado para actuar.
Repentinamente un grupo encabezado por Gerardo Brito y Oscar Cumare Mendoza atraviesa la calzada de la avenida 20 y penetra el edificio. De inmediato cierran con una cadena la puerta central del inmueble que alberga a las 5 emisoras las cuales han culminado labores.
Las acciones de presión se prolongaron por casi 48 horas en medio de un tenso ambiente por obligar a los patronos a que cedan ante la fuerte presión ejercida por aquella masa laboral. Son más de cuarenta trabajadores activos, entre locutores, operadores y planteros en pie de lucha. Las principales peticiones son: un aumento salarial sustancial de un bolívar por hora laborada y legalización del sindicato.
La acción de protesta surte su efecto finalmente al ceder los hermanos Segura a conversar para poner fin al conflicto. Los hermanos Segura deciden dialogar con los trabajadores en rebeldía.
El primer logro es la legalización del sindicato con la figura del fuero parta evitar despidos. El mismo es creado el primero de marzo de 1977. Su denominación es: Sindicato Profesional de Trabajadores de la Radio, Televisión, Cine, Músicos, Similares, Afines y Conexos del Estado Lara.

## Desaparición del Palacio Radial
El 14 de julio de 1994 deja de funcionar el Palacio Radial debido a la sucesiva venta de las emisoras radiales que componían el Palacio por problemas administrativos que derivaron de la enfermedad de Rafael Segura. Una de las primeras en ser vendida fue Radio Cristal, luego Radio Universo y así sucesivamente hasta la desaparición total.
Durante años, el edificio donde funcionó el Palacio Radial estuvo abandonado hasta el año 2002, cuando se procedió a su demolición.